# Colasposoma aurichalcicum
Colasposoma aurichalcicum é uma espécie de escaravelho de folhas. Está distribuído no Gabão, na República Democrática do Congo e Etiópia.  Foi descrito pelo entomologista americano James Thomson em 1858.